# Conrad Rötlin
Conrad Rötlin, unter anderem auch Cunrat Röttlin, (* um 1460 in Rottweil; † nach 1519) war ein deutscher Bildhauer, der in der Reichsstadt Rottweil gewirkt hat. Ein eindeutiger Nachweis seiner Werke ist heute nicht mehr möglich. In einer langjährigen Forschungsarbeit aber hat der Lehrer Heinrich Adrion (1926–2016) das Wirken von Conrad Rötlin in einem gewissen Umfang aufgeklärt und ihm eine Reihe bedeutender Bildwerke in Holz und Stein schlüssig zuschreiben können. Nach dem Urteil von Adrion hat der Bildhauer Conrad Rötlin eine bahnbrechende Stilwende von der Spätgotik zur Frührenaissance vollzogen, was nur einer genialischen Kraft möglich gewesen sei.

## Lebensabriss
Vermutlich wurde Conrad Rötlin kurz vor 1460 in Rottweil geboren, wo der Name Rötlin schon früher nachweisbar ist. Seine genaue Herkunft liegt aber im Dunkeln. In einem Zinsbrief von 1460 wird ein Conrat Rötlin erwähnt, bei dem es sich aber nach Ansicht von Heinrich Adrion um den Vater oder einen nahen Verwandten des Künstlers handelt. Ein anderer naher Verwandter von Conrad Rötlin war sehr wahrscheinlich der zwei Generationen später in Rottweil wirkende Maler und Kartograph David Rötlin, der die sogenannte Pürschgerichtskarte von 1564 geschaffen hat.
Eine erste Spur des Schaffens von Conrad Rötlin findet sich in Straßburg, wo er um 1480 als junger Geselle am Epitaph für Conradus Bock in der Katharinenkapelle des Münsters mitgewirkt zu haben scheint. Conradus Bock, von Rottweiler Herkunft, hatte es in Straßburg bis zum Bürgermeister gebracht und sehr wahrscheinlich im Werkstattverband  des Bildhauers Peter Bischof (Peter Byschoff von Algeßheim) für Conrad Rötlin eine Lehrstelle vermittelt. Die Mitwirkung von Rötlin am Epitaph, das das Steinmetzzeichen von Peter Bischof trägt, wird in einer verloren gegangenen Urkunde von 1519 belegt, deren Existenz 1857 in einer kurzen Notiz in der Zeitschrift für die Geschichte des Oberrheins erwähnt wird.
Von 1481 an scheint Conrad Rötlin in seiner Heimatstadt Rottweil gewirkt zu haben. Seine Anwesenheit dort ist in einem Schreiben eines Cunrat Röttlin von Rotwil vom 9. März 1482 an die Stadt dokumentiert, in dem er nach seiner Entlassung aus dem Rottweiler Gefängnis Urfehde schwört, somit auf sämtliche Rechtsmittel verzichtet. Danach ist für längere Zeit nichts mehr von ihm aus seinem Leben überliefert.
Erst ab 1507 gibt es weitere Zeugnisse aus dem Leben von Conrad Rötlin. Im Frühsommer dieses Jahres reiste er im Auftrag Kaiser Maximilians nach Wien, um dort das Grabmal Kaiser Friedrichs zu besichtigen. Das geht aus einem Schreiben Maximilians vom 17. August 1507 hervor, in dem die Hofkammer angewiesen wird, dem von der Reise zurückgekehrten Bildhauer die Reisekosten zu erstatten: zweintzig guldin gegen seiner quittung. Namentlich wird Rötlin nicht genannt und nur von einem pildhawer von Rotweil gesprochen. Der eigentliche Grund der Reise war, dass der Bildhauer Eindrücke am Grabmal Friedrichs sammeln sollte, denn Maximilian hatte die Absicht, ein eigenes Grabmal für sich bauen zu lassen, an dem eine Reihe namhafter Künstler mitwirken sollte. (Den Auftrag zur Reise hatte Conrad Rötlin sicherlich zu Pfingsten 1507 bekommen, als der Kaiser aus politischen Gründen sich vom 17. bis 19. Mai mit großem Gefolge in Rottweil aufhielt. Vielleicht ist Maximilian dabei zufällig auf Rötlin aufmerksam geworden und hat ihn als fähig für sein Vorhaben erachtet.) Ein weiteres wichtiges Dokument aus Conrad Rötlins Leben ist ein Schreiben der Stadt Rottweil vom 20. Dezember 1507, in dem es heißt, dass der erber maister Cunrat Rötlin, der bildhower, ouch unser mitburger einen Zinsbrief erhält, womit das Wirken von Conrad Rötlin als Bildhauer zu dieser Zeit und sicherlich auch schon lange davor in Rottweil nachgewiesen ist.
Eine letzte Erwähnung von dem Maister Cunrat Röttlin bildhower zu Rottweil ist aus dem Jahr 1519 überliefert.

## Bildwerke
Die Geschichte der Entdeckung des Rottweiler Bildhauers Conrad Rötlin begann 1963, als die Restaurierung der Falkensteiner Beweinung Christi zu Schramberg, Landkreis Rottweil, in der Kunstwelt für Aufsehen sorgte. Das um 1515 entstandene Holzbildwerk war im Laufe der Jahrhunderte durch verschiedene Farbaufträge verändert worden und hatte seine ursprüngliche Ausdruckskraft verloren. Dadurch und wohl auch durch die Abgeschiedenheit seines Standortes in der kleinen Falkensteiner Kapelle war dieses Kunstwerk nahezu in Vergessenheit geraten und niemand wusste jetzt etwas darüber zu sagen, in keiner kunstwissenschaftlichen Veröffentlichung wurde es erwähnt. Diese Unkenntnis ließ Heinrich Adrion Nachforschungen anstellen. Er suchte Rat bei vielen Fachwissenschaftlern, die ihm aber lange nicht weiterhelfen konnten. „Erst die fast beiläufige Bemerkung Werner Fleischhauers, damals Direktor des Württembergischen Landesmuseums, die Falkensteiner Beweinung erinnere ihn unwillkürlich an die Grablegung Christi des Conrad Meit, sollte ungeahnte Ausblicke eröffnen.“

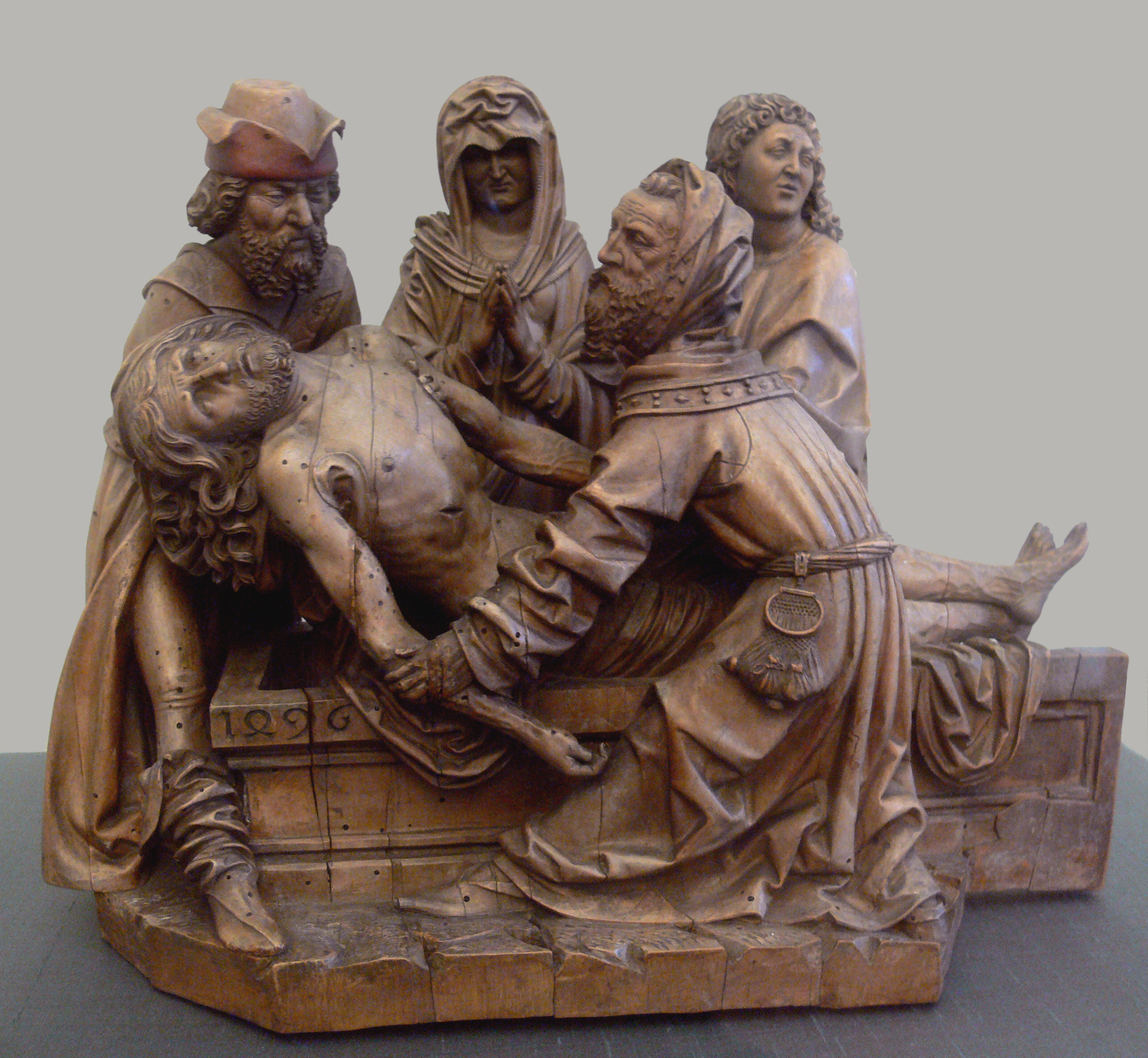
Die Grablegung Christi, 1496

Die Grablegung wird unter anderem auch noch Hans Seyfer und Anton Pilgram zugeschrieben, für Heinrich Adrion aber stand nach weiteren Untersuchungen fest, dass der Schöpfer dieses Werkes nur Conrad Rötlin sein konnte. Die Grablegung Christi, 1496 entstanden, befindet sich heute im Bayerischen Nationalmuseum in München und wird deshalb auch „die kleine Münchener Grablegung“ genannt. Das Werk stammt aus früherem habsburgischem Privatbesitz, der sogenannten Ambraser Sammlung, nach Schloss Ambras bei Innsbruck benannt. 
Aus dieser Ambraser Sammlung kam auch die kleine Statue eines Falkners, die nach Ansicht der Fachwissenschaft ebenfalls von dem Künstler der Grablegung stammte. Die Kleinplastik der Grablegung (36 × 29 cm) ist aus Birnbaumholz und zeigt eine fünffigurige Gruppe: Christus, Nikodemus, Josef von Arimathia, Maria und Johannes. Eine sechste Figur ist verloren gegangen. In der Fachwelt wird einhellig die hohe Kunst dieser Holzplastik gepriesen. Für Wilhelm Vöge zum Beispiel zählt sie zusammen mit dem Falkner zu den schönsten Werken der Kleinskulptur in der deutschen Frührenaissance.
Die Statuette des Falkners, aus Lindenholz um 1500 entstanden, befindet sich heute im Kunsthistorischen Museum in Wien und wird deshalb auch als Wiener Falkner bezeichnet. Bei Heinrich Aldrion heißt es unter anderem über den Falkner: „Trotz ihres kleinen Formats (Höhe mit Sockel nur 31 cm) kommt der Skulptur innere Größe, ja Monumentalität zu. Dies gilt zuvörderst für den unvergesslichen Kopf, in dessen markantem Antlitz sich hochgemuter Stolz, kraftvolles Selbstbewußtsein und eherne Tatkraft spiegeln, worin sich zugleich eine völlig neue Gesinnung als Ausdruck einer anbrechenden Zeitenwende manifestiert.“ Und der Kunsthistoriker Friedrich Winkler (1888–1965) preist den Falkner als „den besten Kleinplastiken des italienischen Quattrocento vollkommen ebenbürtig“, als ein „Wunderwerk“ für die Zeit um 1500 nördlich der Alpen.

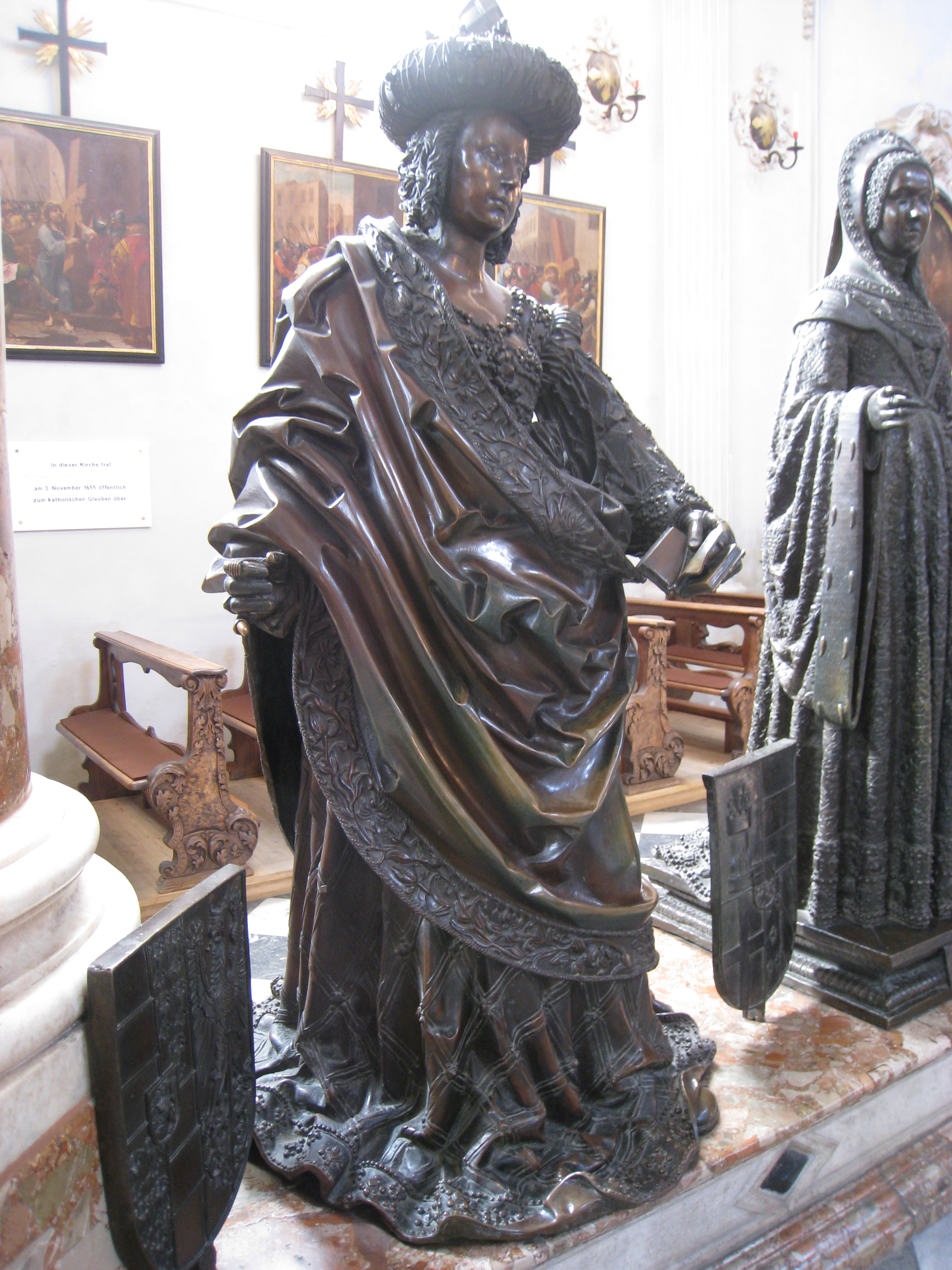
Bronzestandbild der Zimburgis, 1516, in der Hofkirche Innsbruck

Für das Grabmal Kaiser Maximilians in der Innsbrucker Hofkirche schuf Conrad Rötlin 1507 das Holzmodell für das Bronzestandbild der Zimburgis von Masovien. Die Arbeit wurde im April 1508 in Augsburg von Maximilian begutachtet. Dabei wurde der nicht anwesende Rötlin von Konrad Peutinger (1465–1547) vertreten, der bei Auslieferung des Werkes vom Künstler eingehend unterrichtet worden war. Die überlebensgroße Figur (2,31 m hoch) wurde schon bald darauf in Wachs geschnitten, ihr Guss erfolgte aber erst 1516 in Innsbruck. „Die Zimburgis (d. h. das ihr zugrundeliegende Holzmodell) ist die erste künstlerisch bewältigte Freifigur in der langen Reihe der Innsbrucker Standbilder.“
Verschiedentlich hat Conrad Rötlin auch in Stein gearbeitet. So um 1505 wahrscheinlich in der Klosterkirche (Stadtkirche) von Gengenbach, wo er die drei trauernden Frauen geschaffen haben könnte. Um 1510 entstand im Villinger Münster eine Kanzel aus Sandstein. Das einmalige Werk, etwa 3,10 m hoch, zeigt einen Reliefzyklus der Passion Christi und enthält auch ein Selbstbildnis des Künstlers. Von 1511 an folgten Arbeiten am Chor der St. Antoniuskirche in Mönchweiler.
Die letzte Arbeit von Conrad Rötlin in der Reihe seiner bisher bekannten Werke ist die Falkensteiner Beweinung von 1515, mit der die Suche nach dem Künstler 1963 ihren Anfang genommen hatte. Das Bildwerk (152 × 95 cm) ist aus Lindenholz und zeigt ein fünffigurige Gruppe: Jesus, Maria, Maria Magdalena, Maria Kleophae und Johannes. Die Arbeit ist die „schönste holzgeschnitzte Beweinung der deutschen Spätgotik auf der Schwelle zur Frührenaissance“.